# Smits van Waesberghe

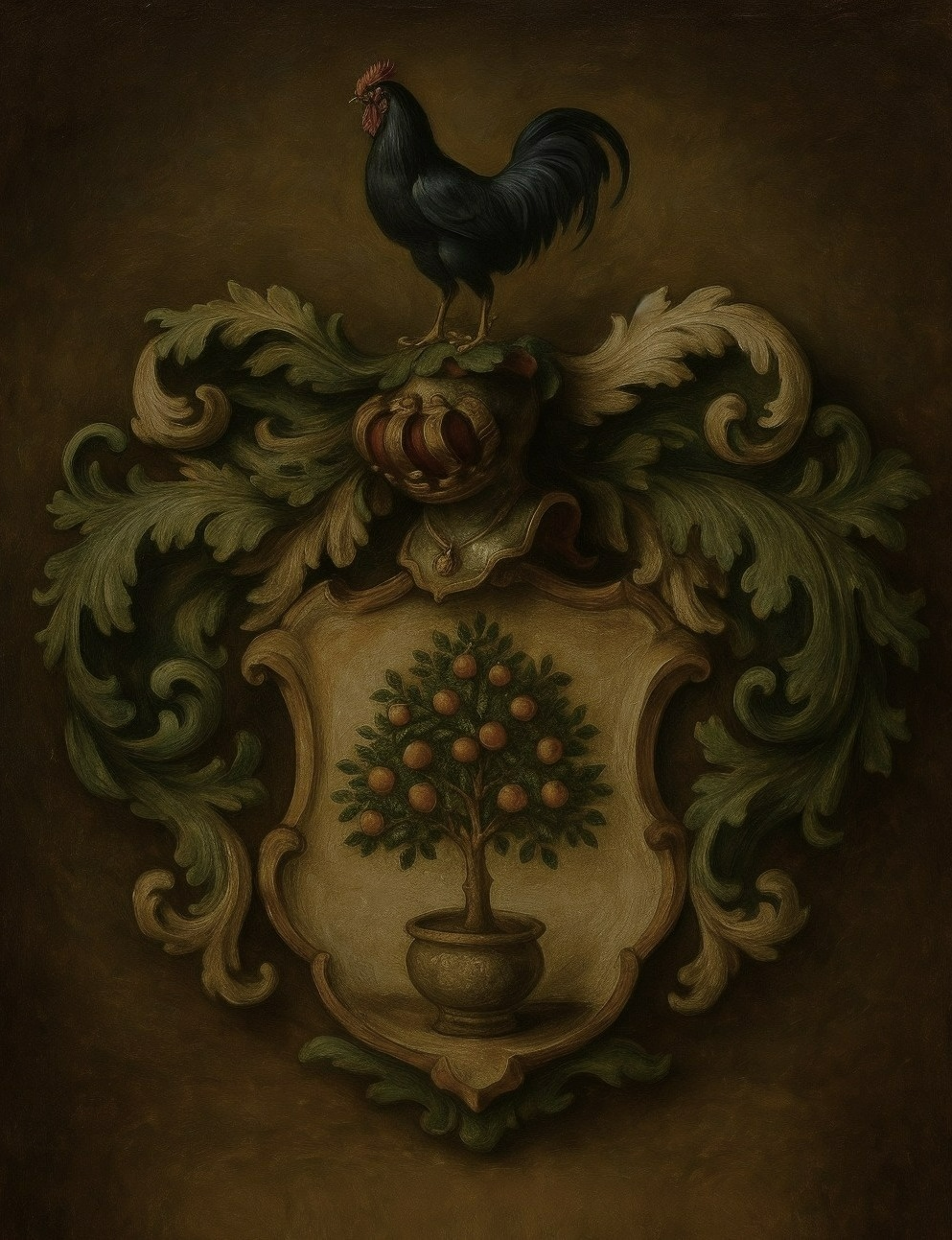
Familiewapen Smits

Smits van Waesberghe of kortweg Smits is een Noord-Brabants, katholiek geslacht dat sinds het einde van de zeventiende eeuw onder andere bierbrouwers, (groot)industriëlen, politici, bestuurders, geestelijken en geleerden heeft voortgebracht. De familie is het bekendst geworden als eigenaren van de Drie Hoefijzers Brouwerij en speelde een belangrijke rol in de industrialisering van de stad Breda. Naar hen werd de Smits van Waesberghestraat in Breda vernoemd.  

## Geschiedenis
Het geslacht Smits – afkomstig uit het Peelgebied – vestigde zich Eindhoven, waar Johannes Arnoldus Smits in 1710 een bierbrouwerij begon in Den Drolligen Haen. Deze Smits wordt beschouwd als de grondlegger van een brouwersdynastie die tien generaties als bierfabrikanten en -industriëlen actief zou zijn.  
In 1741 kwam Johannes Arnoldus' zoon Antonius Johannes Smits in het bezit van de inactieve brouwerij De Oranjeboom aan de Demer. Hij wist de brouwerij nieuw leven in te blazen. In 1747 was Antonius burgemeester van Eindhoven en in 1781 en 1782 was hij schepen. Tevens was hij kapitein van het Sint-Barbara Schuttersgilde. 
Antonius' zoon Johan Nicolaes Smits volgde zijn vader na diens dood op als eigenaar van De Oranjeboom en werd eveneens burgemeester en schepen van Eindhoven. Daarnaast was hij luitenant van de Patriottistische Burgerwacht. Net als zijn vader mocht hij zichzelf tot de kapitaalkrachtige en notabele inwoners van de stad rekenen. Johan Nicolaas Smits breidde de brouwerij uit met een wijnhandel en trouwde met Allegonda van de Ven, dochter van burgemeester, koopman en wijnhandelaar Willibrordus van de Ven. Van de Ven was tevens eigenaar van het Hof van Holland. 
Een dochter van Johan Nicolaes trouwde – fel tegen diens zin – met de uit Weelde afkomstige Herman Boex. Boex was immers een “vreemdeling” en zijn sociale status werd door vader Smits gering geschat. Pas na bemiddeling van zijn zwager Mr Hendrikus Rijsingen, ging Smits akkoord. De zorgen van vader Smits bleken ijdel: bij zijn overlijden was Boex een zeer geziene figuur in Eindhoven en liet hij een fortuin van meer dan 120 duizend gulden achter. Naar hem is de Hermanus Boexstraat in het centrum van Eindhoven vernoemd. 
Twee van Johans kleindochters huwden voorts met broers uit de edelsmeden-familie Hermans. Om hun aanzien in Eindhoven te vergroten, noemden zij zich ook wel “Hermans Smits”. Antoon Hermans, kunsthandelaar en gehuwd met Johanna Maria Smits, liet bovendien aan de Keizersgracht het herenhuis “Rust na Arbeid” bouwen met in de gevel het wapen van de familie Smits. Pierre Cuypers en Vincent van Gogh waren huisvrienden van dit echtpaar.
Op 5 maart 1807 kocht Johan Nicolaes voor zijn zoon Antonius de Bredase brouwerij De Drie Hoefijzers in de Boschstraat van drossaard J.J Havermans. Zodoende is Antonius Joannes Smits de stamvader van de Bredase tak. Diens halfbroer, Antonius Willibrordus, kreeg in 1836 via zijn schoonfamilie de brouwerij “De gekroonde Bel” in handen. Zo waren er halverwege de negentiende eeuw drie vertakkingen: Eindhoven (Brouwerij Oranjeboom), Oosterhout (Brouwerij De Gekroonde Bel) en Breda (Brouwerij De Drie Hoefijzers). Gezien de hoge notering op de jaarlijkse lijst van hoogstaangeslagenen in 's Rijks directe belastingen, behoorden de drie takken van het geslacht tot de kapitaalkrachtigste inwoners van de provincie Noord-Brabant. De familie bekleedde in alle drie de gemeenten tal van openbare en aanzienlijke ambten, bouwde herenhuizen en was begunstiger van de katholieke kerk.

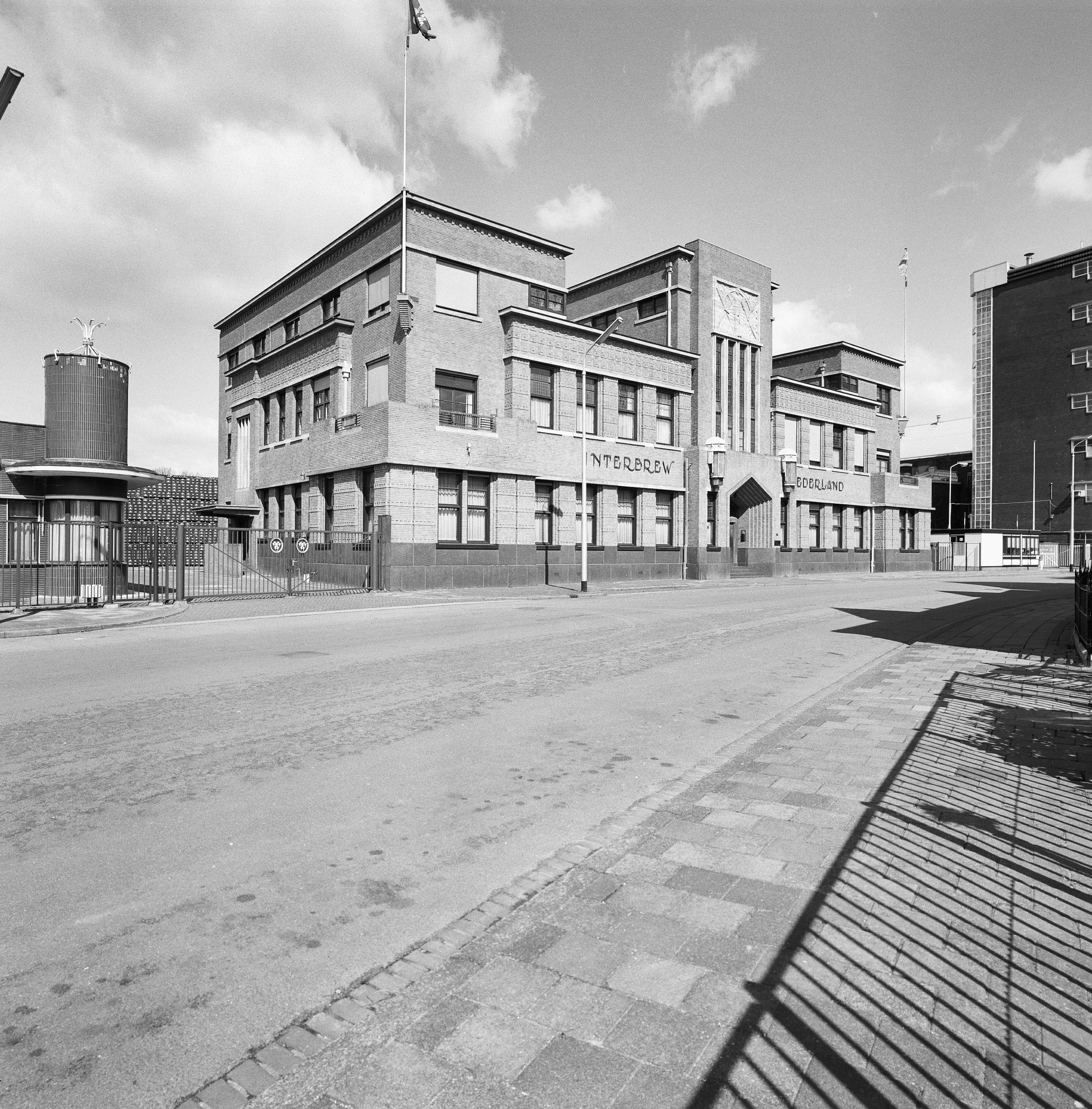
Hoofdkantoor Drie Hoefijzers

De aanwinst van de Drie Hoefijzers Brouwerij luidde een nieuwe bloeiperiode in. Antonius Johannes slaagde er in een sociaal voorname positie te verwerven in zijn nieuwe thuisstad Breda, want hij bekleedde binnen afzienbare tijd verschillende maatschappelijke en religieuze functies. Zo was hij naast koopman in granen en bierfabrikant, tevens kerkmeester van de Sint Antonius Parochie, vaartmeester op de Mark, armenverzorger en lid van het Bredase stadsbestuur. Daarmee was hij de eerste van vier generaties op rij die zitting had in het stadsbestuur. Na zijn dood bleef de brouwerij nog zes opeenvolgende generaties binnen de familie. Johan was gehuwd met de gefortuneerde apothekersdochter Cornelia Maria Jespers, zus van het Eerste Kamerlid Franciscus Johannes Jespers. Hijzelf was onder andere een halfbroer van de priester en journalist Mgr Judocus Antonius Smits. 

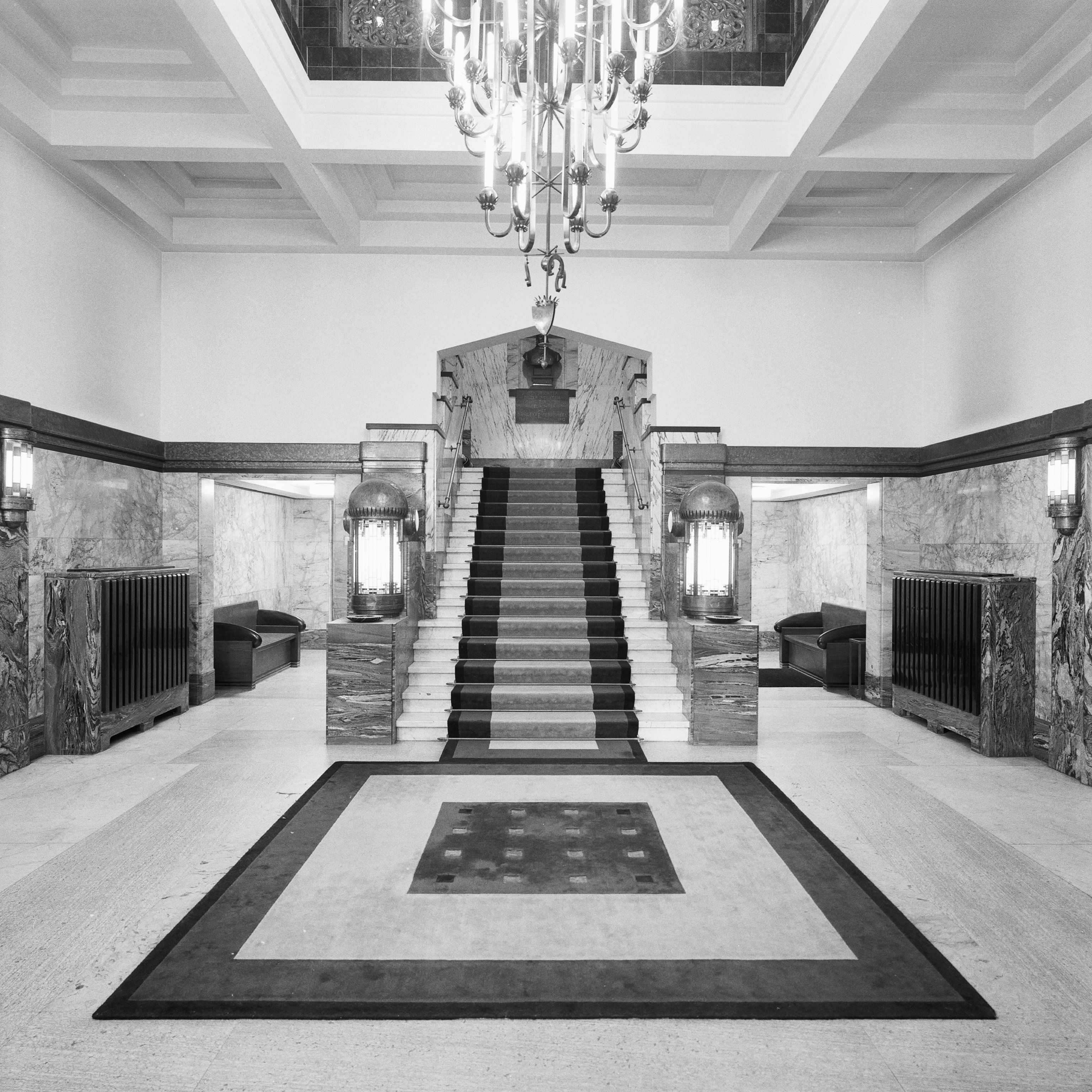
Trappenhuis Drie Hoefijzers hoofdkantoor met borstbeeld F. Smits van Waesberghe

Na Antonius Johannes’ overlijden in 1838, nam zijn zoon Johannes Nicolaas de brouwerij over. Hij was de eerste telg van drie generaties Smits  die geboren werd in het herenhuis aan de Boschstraat. Johannes Nicolaas stierf jong, waarna zijn echtgenote de bedrijfsvoering overnam. Deze echtgenote was Cornelie van Dam, dochter van Pierre Maximilien van Dam, magistraat en maire van Oudenbosch. Zij was verwant aan onder andere de geslachten Borret, Mattemburgh, Van Niel, Kerstens en Floren. 
Vóór zijn vroege overlijden in 1843, zag J.N Smits kans om lid van de gemeenteraad en ondercommandant van de Burgerwacht te worden. Hij mocht bovendien als een van de stadse notabelen Koning Willem II bij diens intrede in Breda te paard begeleiden.

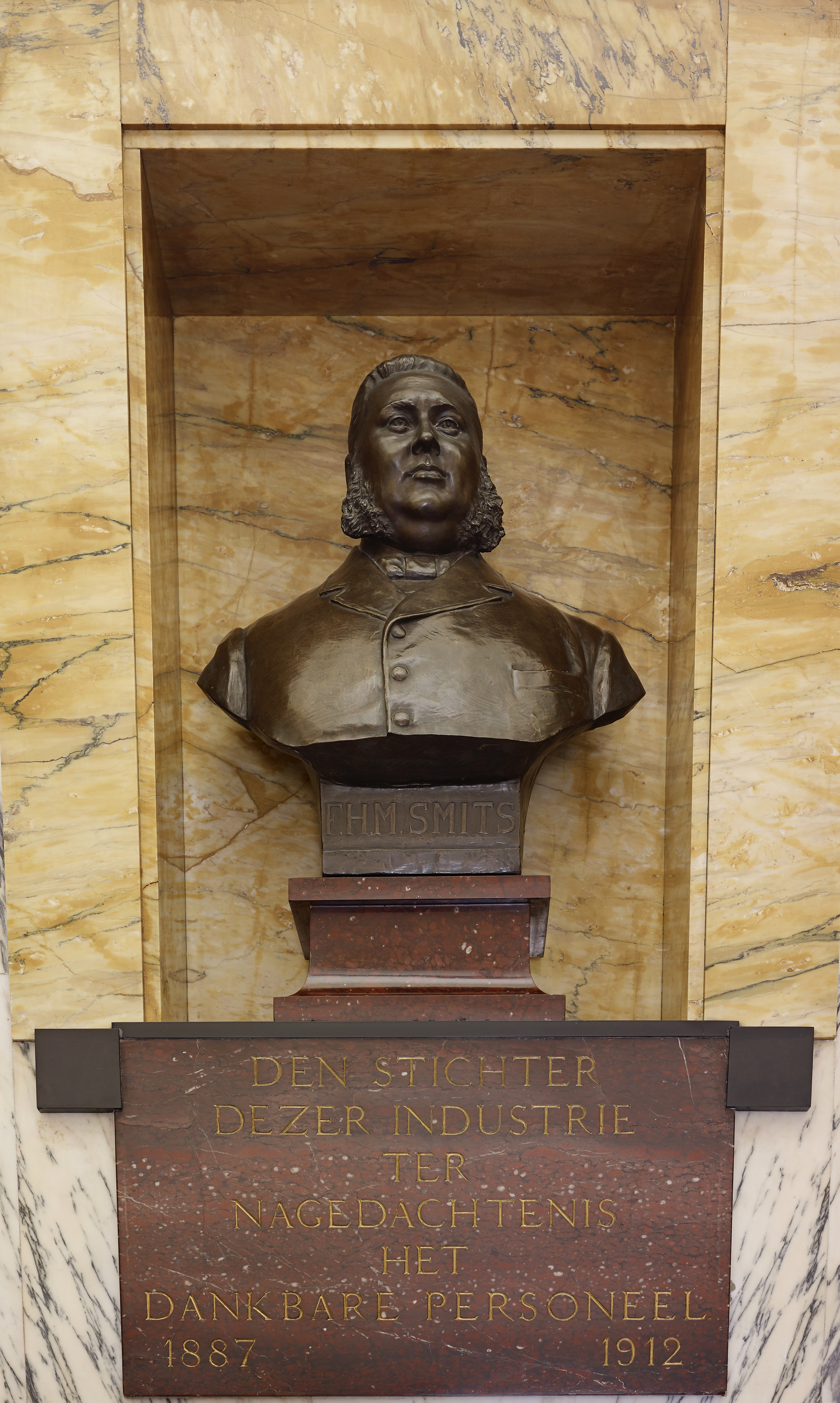
Borstbeeld F.H.M Smits van Waesberghe

Nadat J.N Smits’ zoon Franciscus Henricus Maria de brouwerij in 1862 overnam transformeerde hij de Drie Hoefijzers van een regionaal bekende brouwerij naar een van de grootste brouwerijen van het land. Frans Smits stichtte een stoommouterij (Ceres), won met zijn bier en mout internationale prijzen op tentoonstellingen in Hagenau, Parijs, Amsterdam, Brussel en Antwerpen, breidde het brouwcomplex uit en slaagde er in aan het einde van de negentiende eeuw een internationale afzetmarkt te realiseren. Vanaf 1880 mocht hij het predicaat "hofleverancier" voeren.    

Tegen de tijd van zijn overlijden op 48-jarige leeftijd was de Drie Hoefijzers uitgegroeid tot een grote industrie met honderden medewerkers. Smits bekleedde tal van openbare ambten en was onder meer lid van Provinciale Staten, president van de Kamer van Koophandel in Breda, medeoprichter en president van het Koninklijk Bredaasch Mannenkoor, medeoprichter van de Katholieke Kring, secretaris van Cercle Intime de Brasseurs Belges, lid van het Burgerlijk Armbestuur, regent van het RK Burgerweeshuis, opperbrandmeester en erelid van De Heilige Familie. In 1885 werd hij benoemd tot lid der jury op de Exposition Universelle te Antwerpen.  

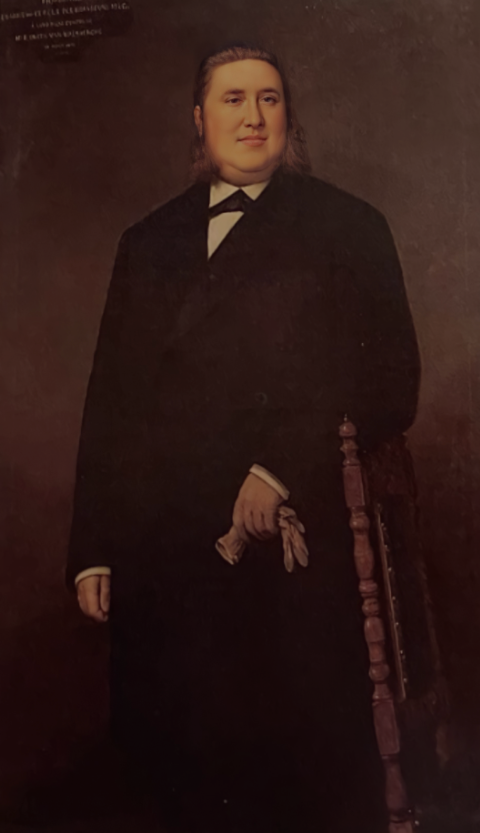
F.H.M Smits van Waesberghe

Familiewapen Van Waesberghe

Franz Smits was gehuwd met Philomena van Waesberghe, telg uit het oud Luikse adellijk geslacht Van Waesberghe, dat terugvoert tot de twaalfde eeuw. Zijn zuster Johanna Smits was gehuwd met de bankier Augustinus van Waesberghe, die op zijn beurt weer een broer van Philomena was. Door dit huwelijk ontstond de geslachtsnaam “Smits van Waesberghe”. Na de vroege dood van haar echtgenoot in 1890, nam Philomena de leiding van het kapitale bedrijf waar. Zij overleed in 1901. Van F.H.M Smits (van Waesberghe) zijn verscheidene portretten bewaard gebleven. Van hem bestaat ook nog een borstbeeld met het onderschrift “Den Stichter Dezer Industrie,Ter Nagedachtenis Het Dankbare Personeel”. Smits' genealogische kwartierstaat werd in 1910 opgenomen in het werk “Genealogische kwartierstaten van Nederlandsche katholieken uit vroeger en later tijd” van W.T.F Juten. Bij zijn overlijden in 1890 werd het huwelijkskapitaal getaxeerd op een kleine 700 duizend gulden. 
Na het overlijden van hun ouders namen hun drie zoons de leiding over. De nakomelingen van de middelste zoon Frans Smits van Waesberghe en de oudste zoon Jan Smits speelden een belangrijke rol in het familiebedrijf. In 1968 werd het bedrijf verkocht aan Allied Breweries.

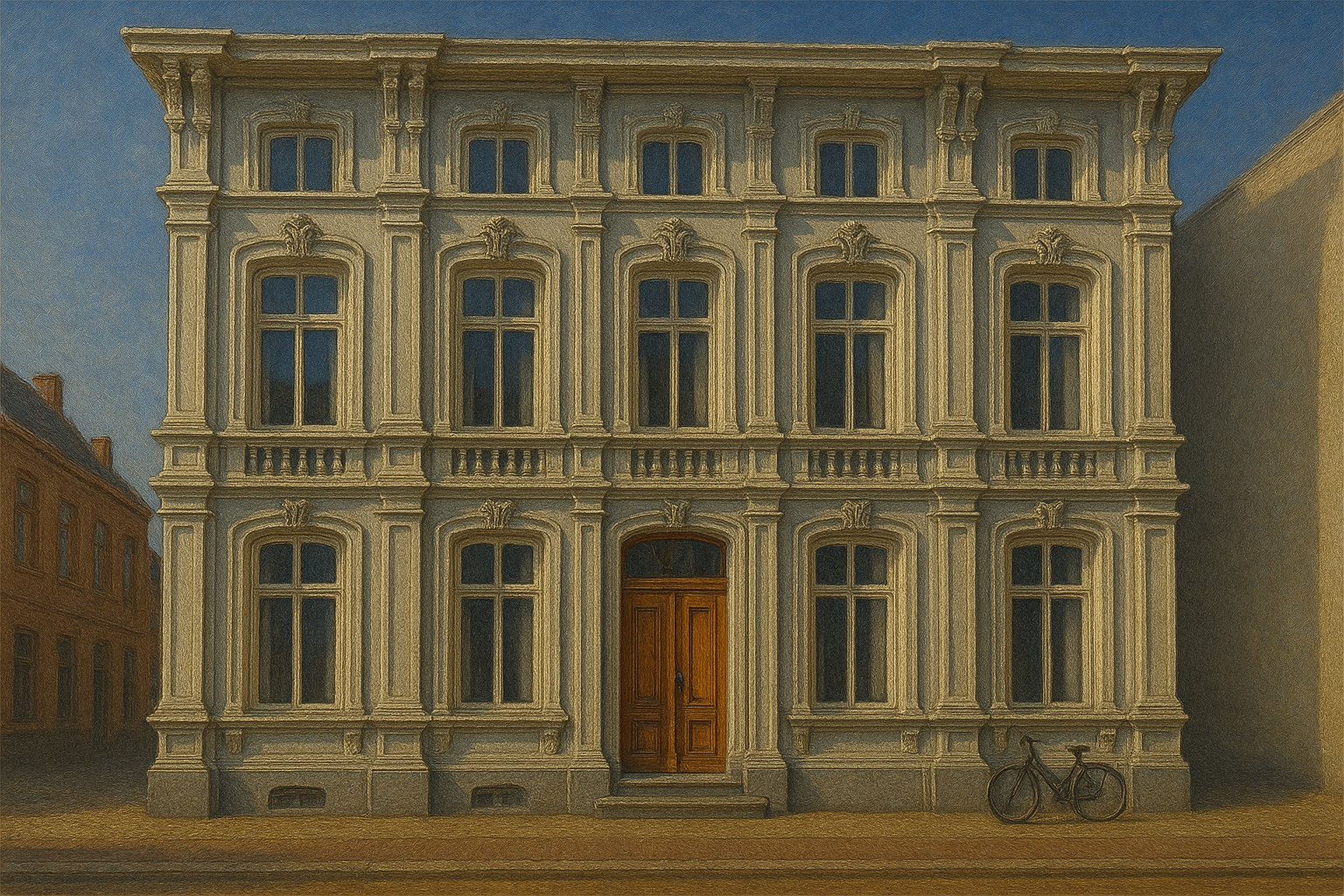
Boschstraat 57, woonhuis Jan Smits
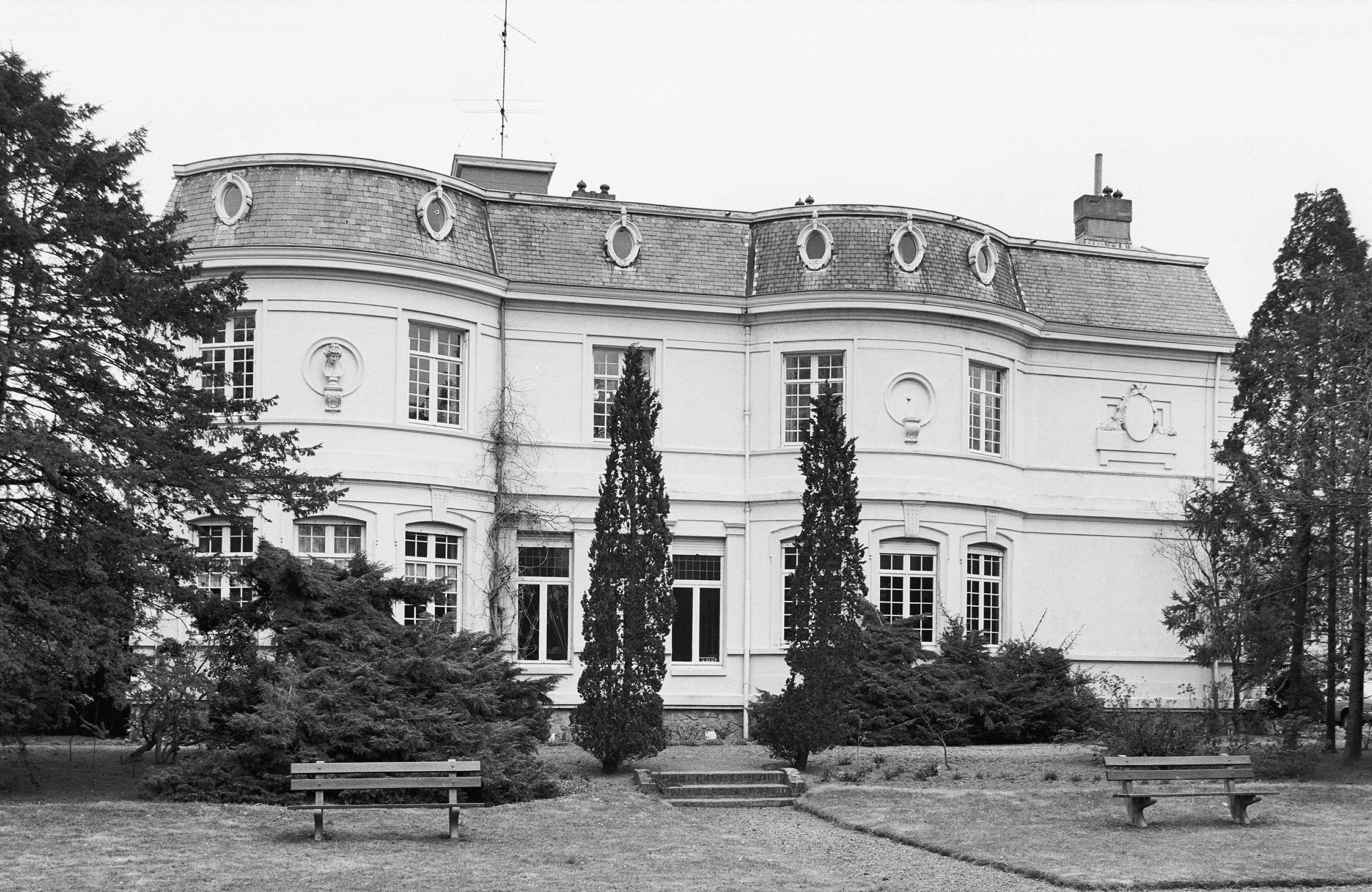
Trianon, woonhuis Charles Smits
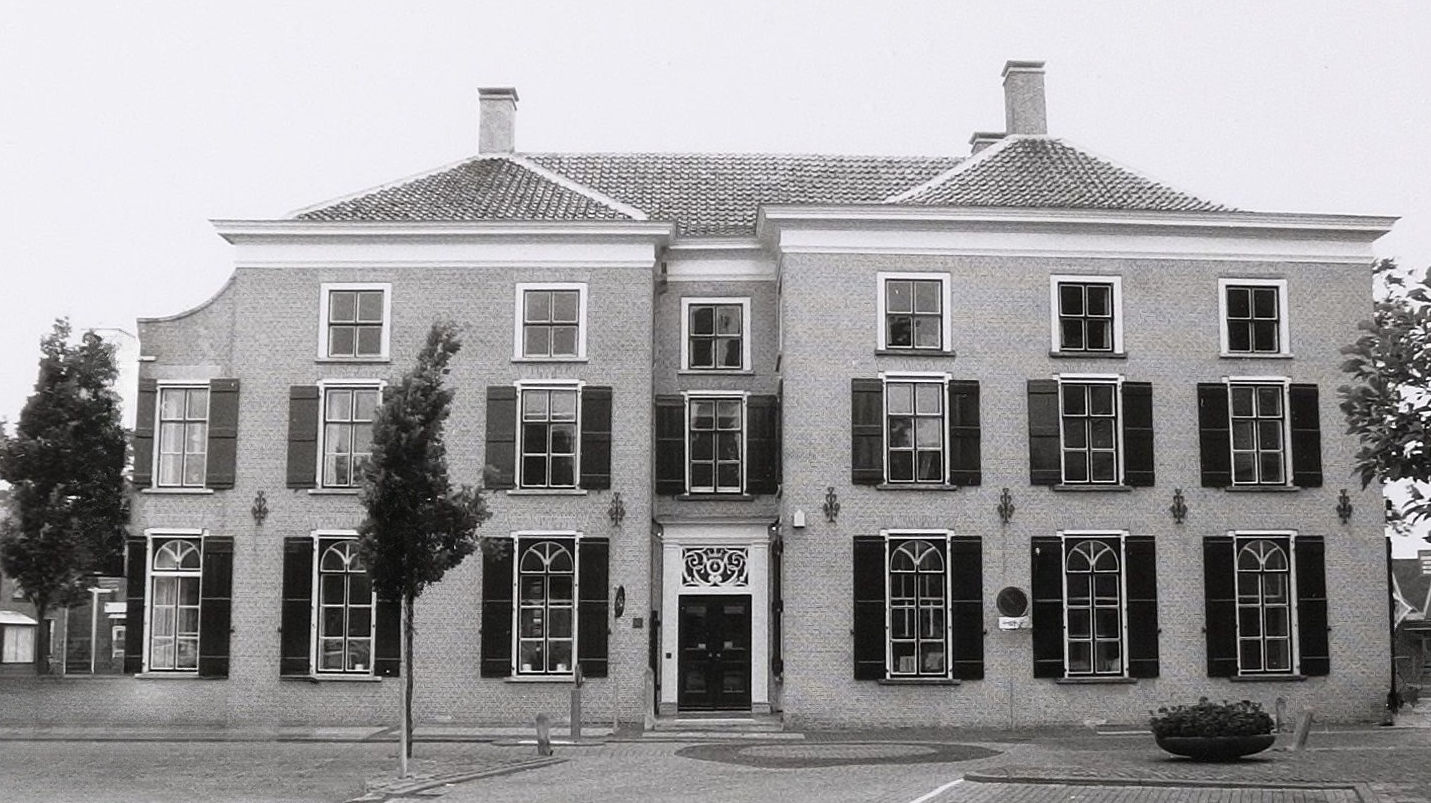
Stamhuis Oosterhoutse tak
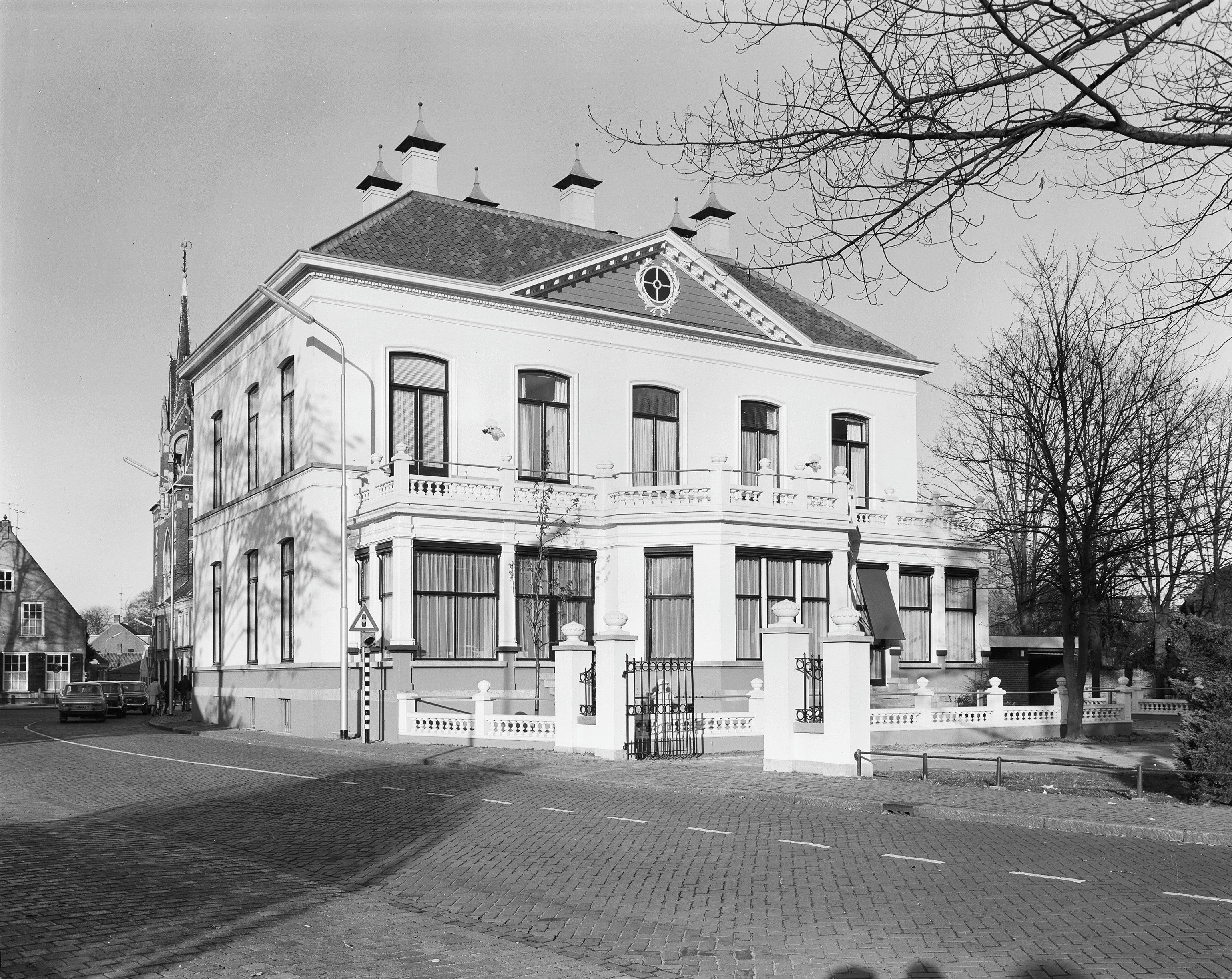
Heuvel 9, woonhuis Mr Antonius Smits
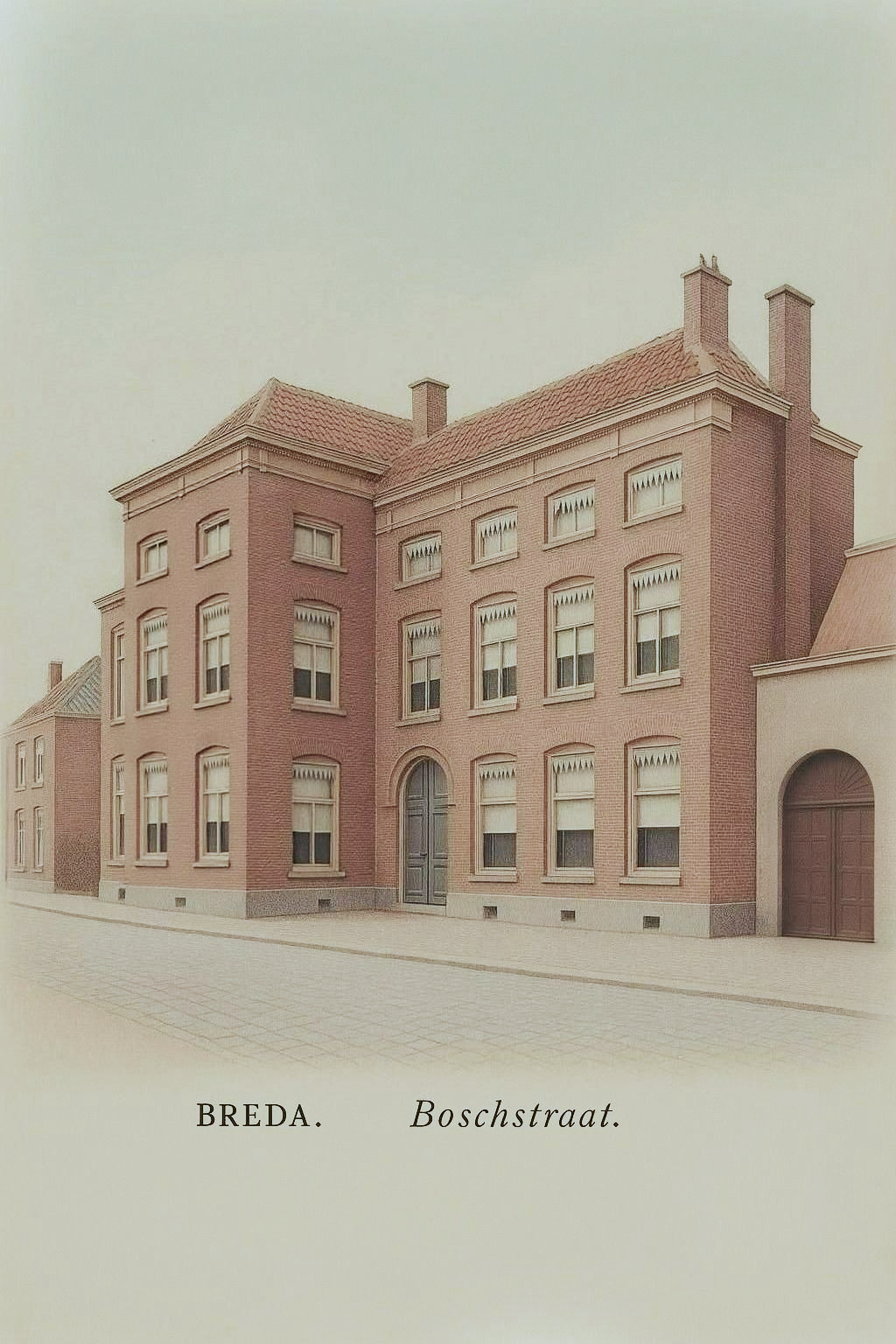
Stamhuis Bredase tak

## Familiewapen

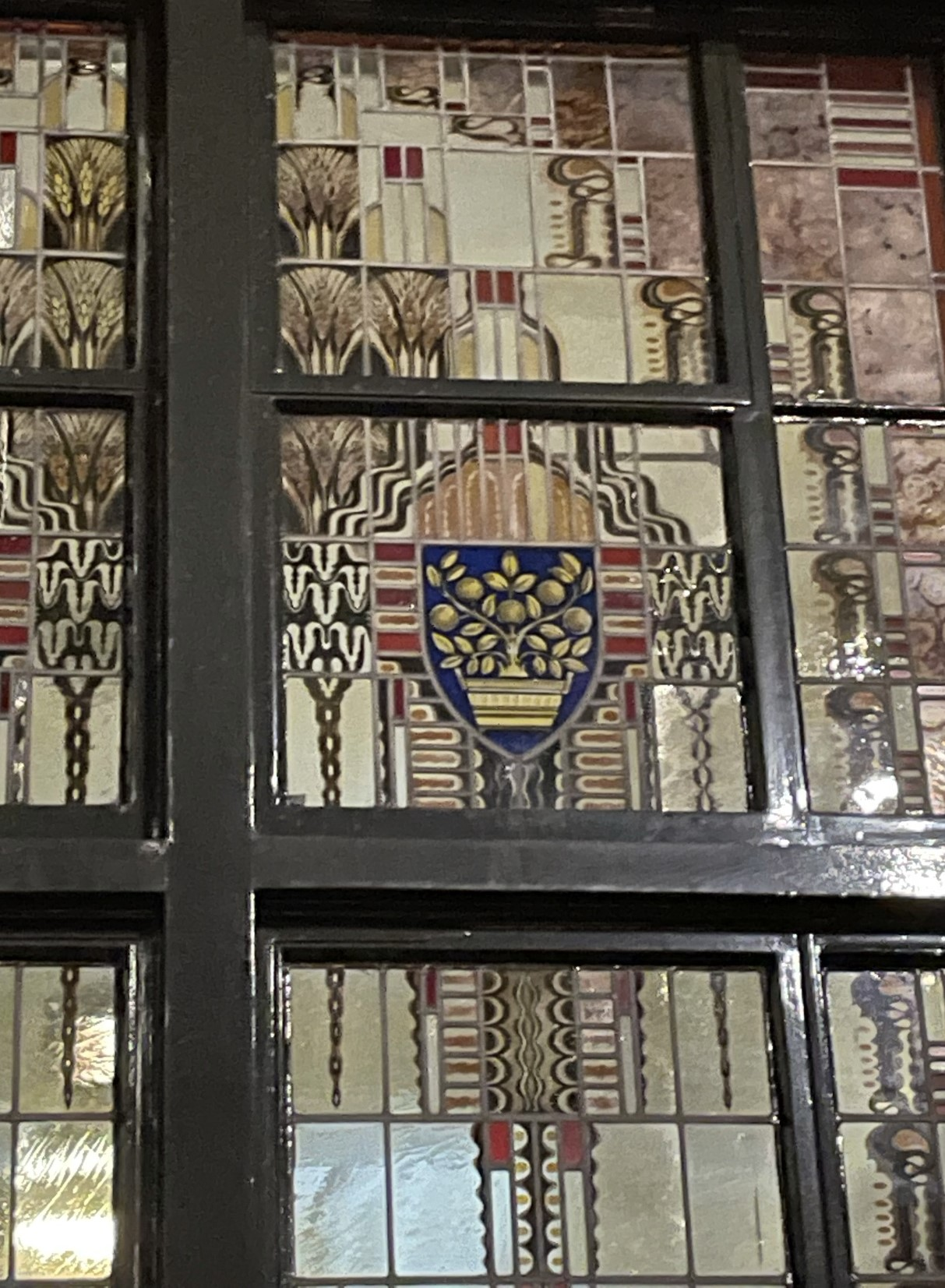
Familiewapen in glas en lood

De familie voerde sinds het begin van de achttiende eeuw een wapen met een oranjeboom; verwijzend naar de brouwerij die de familie destijds in bezit had. Omschrijving: een op zilveren schild geïllustreerde, groene oranjeboom, gepland in een groen gekleurde en goud gebeugelde ton, rustend op een groen ondergrond. Helm: halfaanziend; helmteken: een zwarte, stappende rood gelelde en gekamde haan; dekkleden: groen, gevoerd van zilver.

## Begunstigers van de Katholieke Kerk
Uit het Land van Dommel en Aa (1947): De leden der familie Smits hebben alles gedaan en zich veel geldelijke offers getroost om het katholieke geloof zooveel in hun vermogen lag te steunen. Vele van haar zoons en dochters verkozen den geestelijken staat en hebben daarin hooge ambten bekleed.
Het nageslacht van stamvader Johannes Arnoldus Smits telde minstens dertig priesters en geestelijken. De Van Waesberghe-tak bracht veel Jezuïeten voort. Voorts maakten leden van de familie Smits onder andere de bouw van de hulpkerk Sint-Joseph (Smitjeskerk) in Bergen op Zoom, de Sint Annakerk (ook wel: Pastor Smitse Kerk) en de Sint-Jozefkerk in Breda mogelijk, meestal door hun vermogen en invloed aan te wenden. Eén telg stichtte het bekende Seminarie Beekvliet in Sint-Michielsgestel. Een andere Smits, F.H.M Smits van Waesberghe, was medeoprichter en initiatiefnemer van De Katholieke Kring, een elitaire, conservatief katholieke sociëteit met een ultramontaans karakter. De familie schonk naast geld onder meer beelden, monstransen, klokken en preekgestoelten aan de Eindhovense Sint-Catharinakerk en kerkklokken, kerkbanken en een orgel aan de Grote Kerk te Breda. Ook de Oosterhoutse tak toonde zich groot begunstiger van de Katholieke kerk. De giften volgden vaak op jubilea in de persoonlijke sfeer. Meerdere leden werden beloond met Pauselijke onderscheidingen zoals het Erekruis Pro Ecclesia Et Pontifice of werden Ridder in de Orde van Sint Gregorius de Grote of Commandeur in de Orde van Sint Sylvester. Sommigen waren (ere) lid van de Heilige Familie. 

## Portrettengalerij

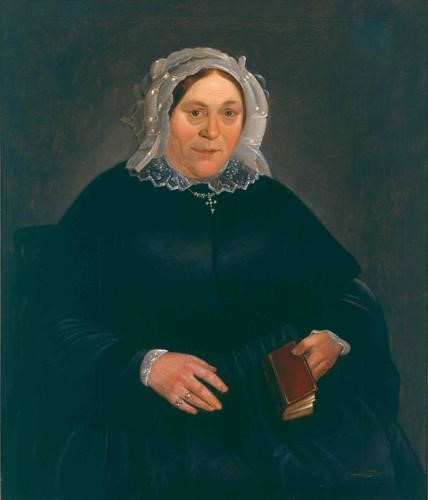
Aldegonda Hendrina Smits
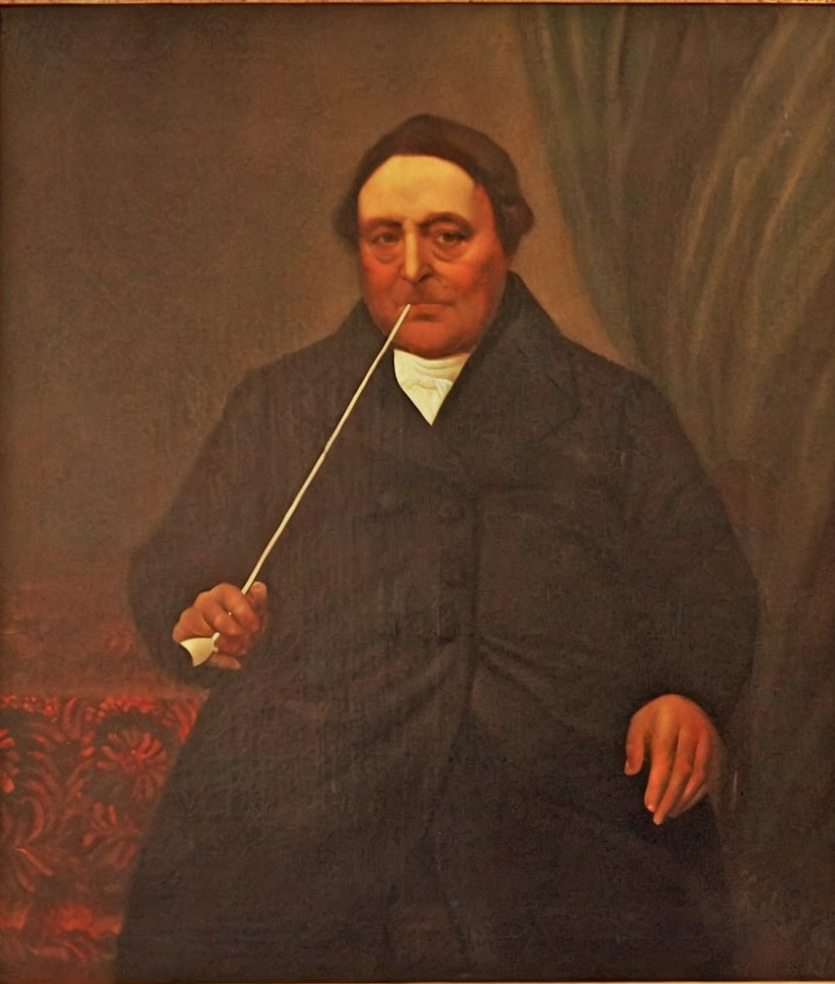
Martinus Arnoldus Smits
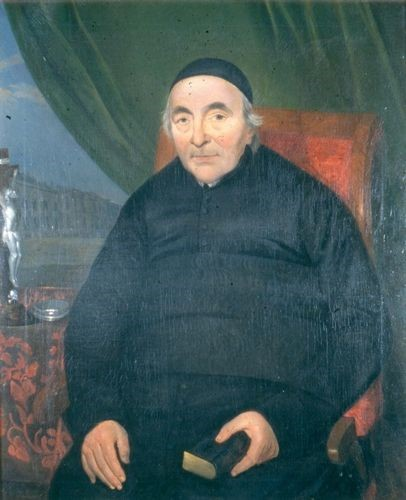
Johannes Henricus Smits
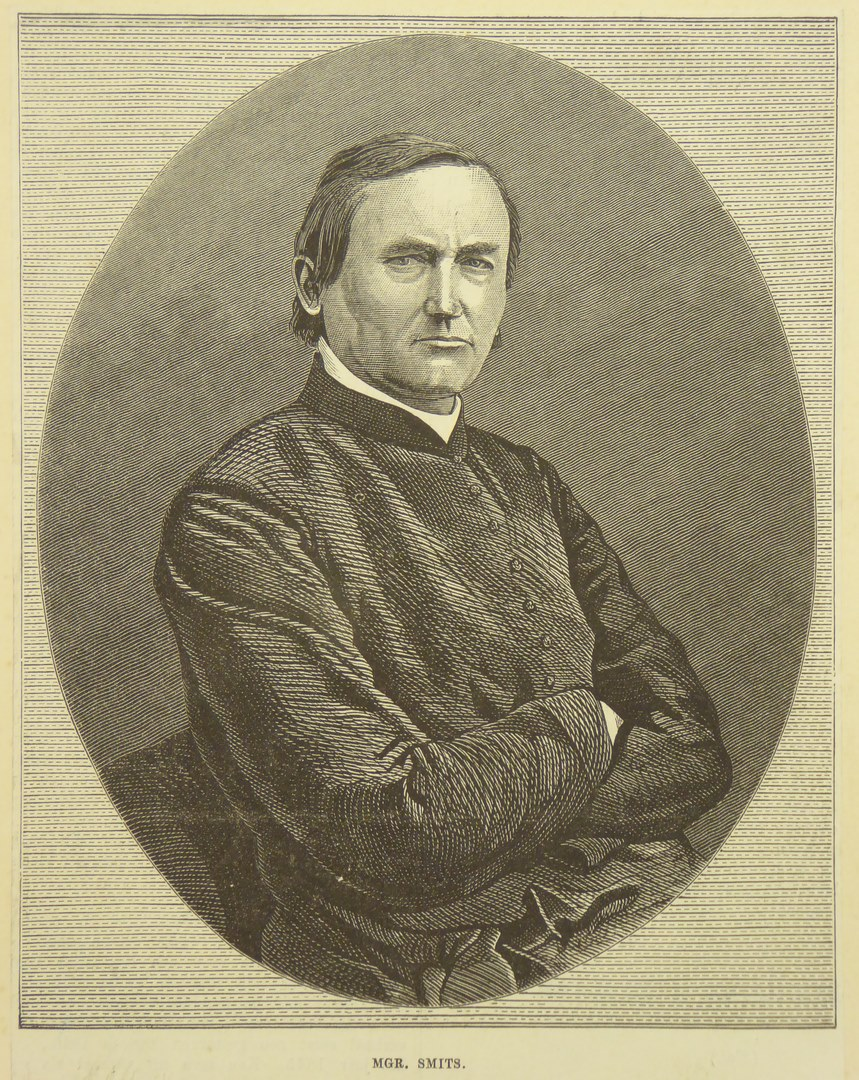
Mrg Judocus Smits
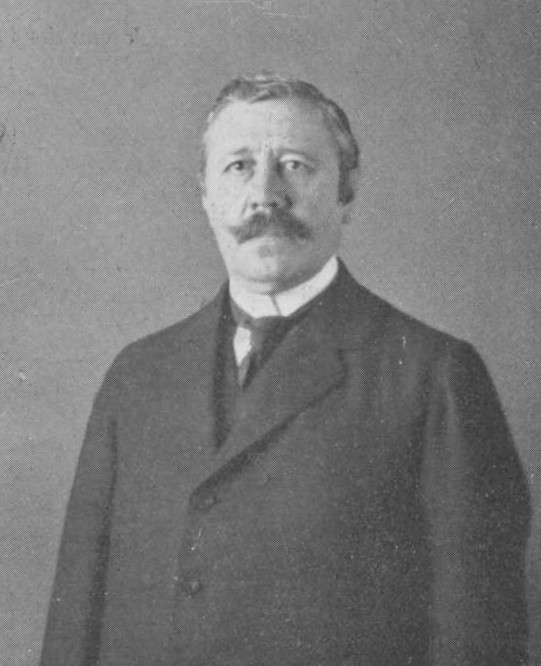
Mr Antonius Johannes Ignatius Maria Smits
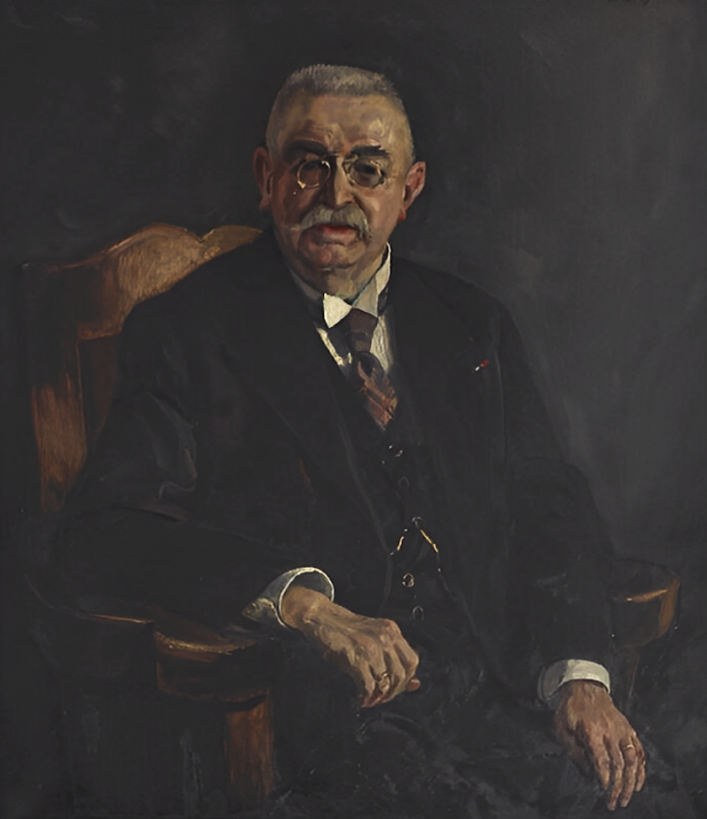
J.M.A.C.J Smits van de Mortel
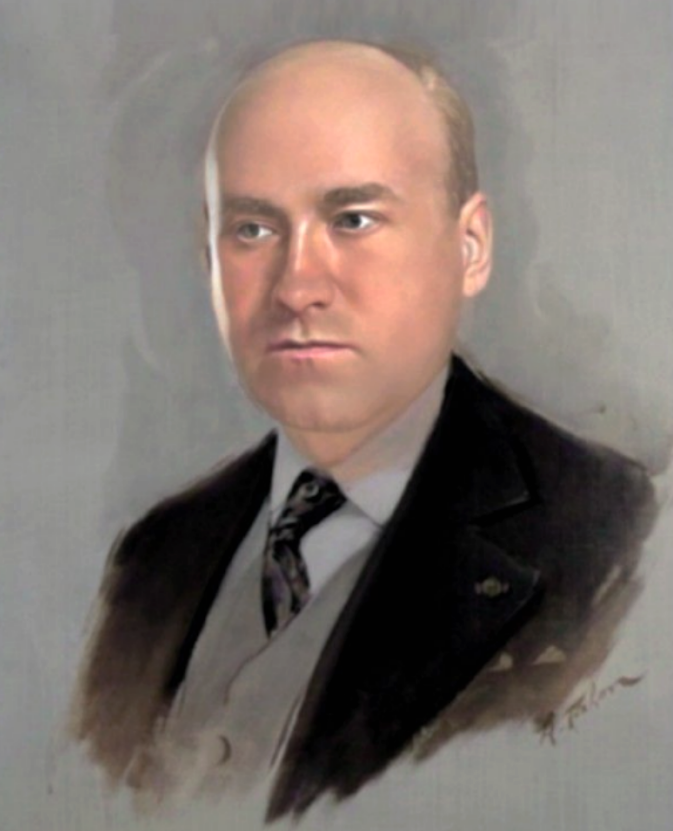
Mr F.A.J.M Smits
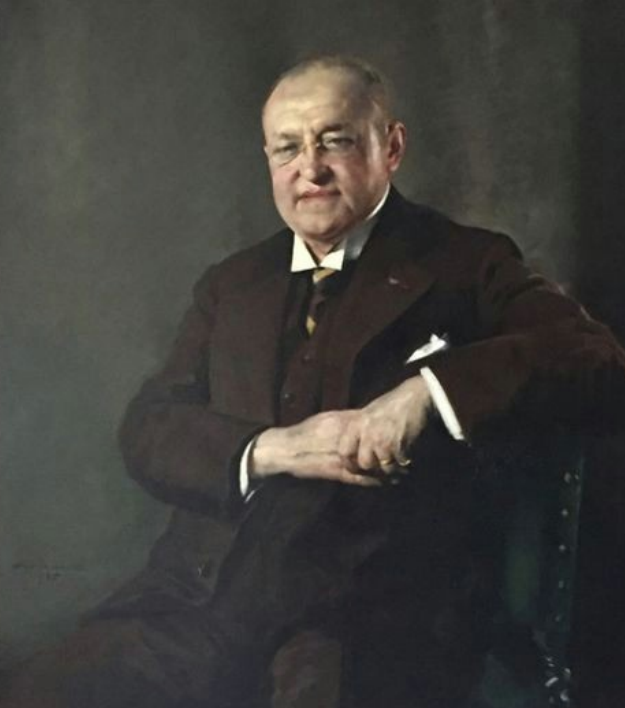
F.A.J.M Smits van Waesberghe
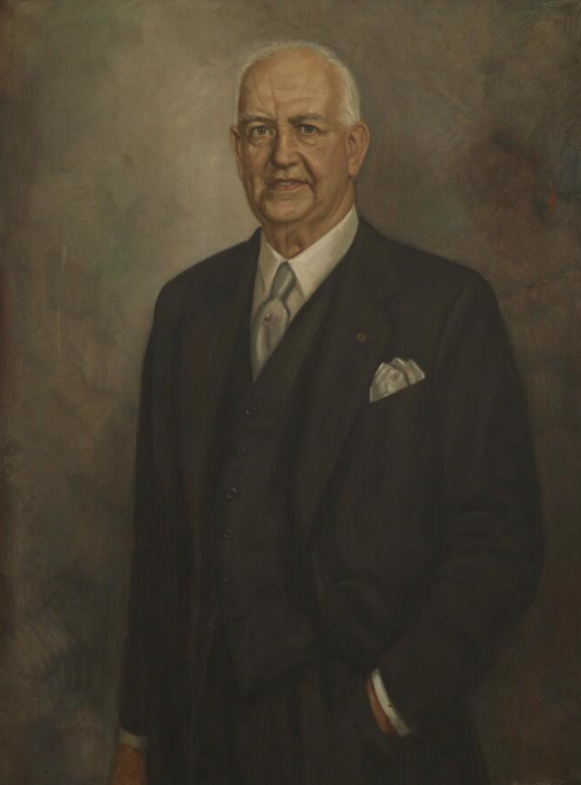
Ir. Tony Smits van Waesberghe
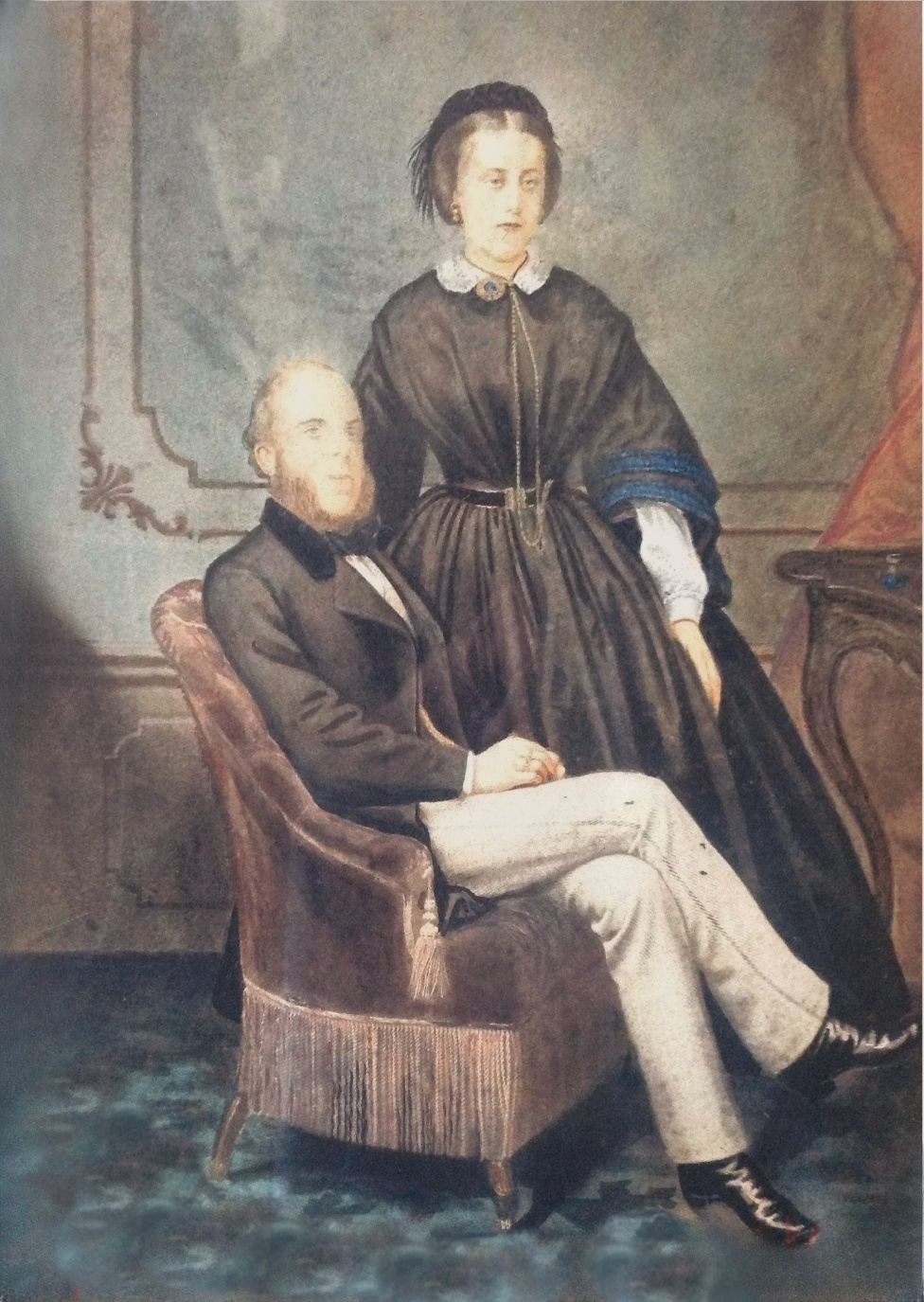
Maria Francisca Jacoba Smits

## Selectie van enkele telgen
- Antonius Johannes Smits (1712-1782), bierbrouwer in De Oranjeboom, burgemeester van Eindhoven, schepen van Eindhoven, kapitein van het St.Barbara schuttersgilde
  - Joannes Nicolaus Smits (1744-1813), bierbrouwer in De Oranjeboom, grondbezitter, wijnhandelaar, burgemeester van Eindhoven, schepen van Eindhoven, luitenant van de Patriottistische burgerwacht, lid van het Ridderlijk Gilde Sint-Sebastiaan. Koopt op 5 maart 1807 de Bredase brouwerij De Drie Hoefijzers ten behoeve van zijn zoon Antonius Johannes Smits
    - Antonius Johannes Smits (1774-1838), bierfabrikant, gemeenteraadslid, koopman, kerkraadslid, rentenier
      - Johannes Nicolaas Smits (1812-1843), bierfabrikant, koopman, lid van de gemeenteraad Breda, luitenant van de Bredasche Burgerwacht
        - Antonius Cornelius Josephus Smits (1836-1892), bierbrouwer, industrieel en vennoot Smits & Co, lid van de gemeenteraad van Den Bosch, wethouder en gemeenteraadslid van Breda, regent, Ridder in de Orde van de Eiken Kroon
        - Maximilianus Petrus Wilhelmus Smits (1837-1905), stichter en rector Sint-Joseph Kerk te Bergen op Zoom, oprichter van de Sint-Joseph Gezellen, Ridder in de Orde van Oranje-Nassau
        - Maria Francisca Jacoba Smits (1840-1906), medeoprichtster en presidente Sint-Elisabeth Vereeniging, ontvangster Erekruis Pro Ecclesia et Pontifice. Trouwde met haar achterneef Nobile Mr W.P.A Mutsaers, burgemeester van Tilburg, lid Tweede Kamer der Staten-Generaal, Ridder in de Orde van de Nederlandse Leeuw, Commandeur in de Piusorde en Geheim Kamerheer met kap en degen van Z.H. de Paus
        - Franciscus Henricus Maria Smits, (1842-1890), trouwt met Philomena van Waesberghe, waardoor de geslachtsnaam Smits van Waesberghe ontstond. Bierbrouwer en industrieel, eigenaar De Drie Hoefijzers Brouwerij, vennoot mouterij Ceres, lid van Provinciale Staten, president Kamer van koophandel Breda, regent, mede-oprichter Koninklijk Bredaasch Mannenkoor. Behoorde tot de hoogstaangeslagenen in de Rijksbelasting van Noord-Brabant. Bewoner van herenhuis Boschstraat 5 in Breda
          - Johannes Maria Augustinus Cornelis Josephus Smits (1867-1944), industrieel, medeoprichter en vennoot Firma F Smits van Waesberghe, vennoot mouterij Ceres, mededirecteur, president commissaris Drie Hoefijzers (vanaf 1921), regent. Ridder in de orde van Oranje- Nassau, Ridder in de Orde van Sint Gregorius de Grote. Behoorde tot de hoogstaangeslagenen in de Rijksbelasting van Noord-Brabant. Trouwde een telg uit het patriciërsgeslacht Van de Mortel. Bewoner van het patriciërshuis Boschstraat 57
            - Mr Franciscus Antonius Josephus Maria Smits (1896-1967), advocaat, procureur, directeur en vennoot NV De Drie Hoefijzers, later president- commissaris. Provinciaal vertegenwoordiger van de Kon. Nederlandse Automobiel Club, Officier in de Orde van Oranje-Nassau, ereburger van Breda. Trouwde met een kleindochter van de grootgrondbezitter, industrieel en filantroop Caspar Houben
              - Johannes Maria Smits (1923-2004) Procuratiehouder, vennoot en adj. directeur De Drie Hoefijzers NV, directeur limonadedivisie; later president Di Giorgio International. Erfde alle preferente aandelen uit de tak van Jan Smits

            - Johannes Augustinus Maria Fredericus Smits (1902-1967) Industrieel, steenfabrikant. Huwde met een telg uit het patriciërsgeslacht Batenburg

          - dr Antonius Henricus Maria Josephus Smits (1873-1931), priester, stichter Sint-Annakerk Breda; erekruis Pro ecclesia et Pontifice, medaille van Z.M Albert I van België
            - Franciscus Augustinus Maria Josephus Smits van Waesberghe (1875-1942), industrieel, vennoot firma F. Smits van Waesberghe, vennoot mouterij Ceres, directeur en medeoprichter NV Bierbrouwerij De Drie Hoefijzers, gedelegeerd commissaris, lid van de gemeenteraad Breda. Behoorde tot de hoogstaangeslagenen in de Rijksbelasting van Noord-Brabant. Ridder in de Orde van Oranje-Nassau, Commandeur in de Orde van Sint Silvester; begiftigd met het kruis van ZM Albert I van België. Voegde in 1928 bij Koninklijk besluit de geslachtsnaam ¨Van Waesberghe¨ toe aan zijn achternaam. Trouwde met een telg uit het patriciërsgeslacht Mutsaerts
              - dr.ir.Antonius Maria Josephus Johannes Smits van Waesberghe (1899-1964), civiel ingenieur, directeur en vennoot De Drie Hoefijzers, president-commissaris van de Faam Suikerwerken, Officier in de Orde van Oranje-Nassau, Commandeur in de Orde van de H. Gregorius de Grote, Commandeur  in de Ridderorde van het H. Graf van Jeruzalem
                - drs.ir. Josephus Philomena Maria "Bob" Smits van Waesberghe (1926-2010) Historicus, ingenieur. Trouwde met een telg uit het patriciërsgeslacht Van Mierlo. Zwager van Hans van Mierlo

              - Prof.dr. Josephus Maria Antonius Franciscus Smits van Waesberghe (1901-1986), musicoloog, hoogleraar middeleeuwse muziek, lid Maatschappij der Nederlandse Letterkunde, doctor honoris causa van het Pontificio Instituto di musica de sacra Roma, Ridder in de Orde van de Nederlandse Leeuw, Officier in de Orde van Oranje-Nassau
              - Maria Francisca Josepha Smits van Waesberghe (1902-1972), gehuwd met ir. Gerardus van Loon, president-directeur CSM
              - Prof. dr Marcel Marie Joseph Smits van Waesberghe (1908-1996), priester, directeur van het Nationaal Secretariaat Maria Congregaties, publicist
              - dr.ir. Franciscus Augustinus Marie Josephus Smits van Waesberghe (1911-2001), scheikundig ingenieur, directeur en vennoot NV De Drie Hoefijzers, directeur Verenigde Nederlandse Brouwerijen Breda-Rotterdam NV, commissaris Schiphol, Ridder in de Orde van de Nederlandse Leeuw, Officier in de Orde van Oranje Nassau, ereburger van Breda. Trouwde met een telg uit het patriciërsgeslacht Van Spaendonck
              - Cecile Marie Antoinette Smits van Waesberghe (1912-2008) huwde met mr Willem Vroom, zoon van het echtpaar Vroom & Dreesmann

            - Charles Marie Jean Joseph Smits (1879-1956), industrieel, vennoot firma F. Smits van Waesberghe, mede-oprichter, vennoot en commissaris NV Bierbrouwerij De Drie Hoefijzers, consul van België, voorzitter van het Oranjecomité. Officier in de Kroonorde van België; ontvanger van het Erekruis Pro Ecclesia et Pontifice; ereburger van Breda. Behoorde tot de hoogstaangeslagenen in de Rijksbelasting van Noord-Brabant. Bewoner van het herenhuis Trianon
              - Simone Marie Madeleine Marguerite Josepha Smits, gehuwd met Frits Diepen, luchtvaartpionier en industrieel

    - Dr.Willibrordus Smits (1776-1817), medicinae doctor
      - Mgr Judocus Antonius Smits (1813-1872), priester, oprichter van van katholieke blad De Tijd, Rector van het Sint Piusgesticht, honorair Kamerheer van paus IX, later protonotarius apostolicus, Ridder in Orde van de Nederlandse Leeuw

    - Martinus Arnoldus Smits (1778-1851) Wijnhandelaar, eigenaar van het Hof van Holland
    - Joannes Henricus Smits (1780-1854), hoogleraar in de wijsbegeerte, priester, regent, Ridder in de Orde van de Nederlandse Leeuw. naar hem werd de Regent Smitsstraat in Sint-Michielsgestel vernoemd. Zijn bijnaam luidde "Zwarte Jan"
    - Henricus Smits (1784-1832) bierbrouwer, gemeenteraadslid in Eindhoven, lid van Provinciale Staten, secretaris van de gilde St. Sebastiaan, lid en Armmeester van het R.K. Armbestuur
      - Hubertus Johannes Smits (1817-1876) bierbrouwer te Sint-Oedenrode, grondeigenaar, lid van Provinciale Staten, gemeenteraadslid

    - Antonius Willibrordus Smits (1789-1872), bierbrouwer, derde hoogstaangeslagene in de Rijksbelasting van de gemeente Oosterhout, lid van het RK Kerkbestuur. Bewoner van herenhuis Heuvelstraat 10 te Oosterhout; stamvader van de Oosterhoutse tak
      - Antonius Johannes Smits (1827-?) Katholiek priester
      - Franciscus Johannes Smits (1829-1875), Stichter en directeur van de Oosterhoutse gasfabriek
      - Hendrikus Martinus Smits (1833-1890), bierbrouwer, industrieel, Mede-oprichter suikerfabriek firma Janssens, Van Weel, Smits & Co, lid Eerste Kamer der Staten-Generaal, lid Provinciale Staten. Behoorde tot de hoogstaangeslagenen in de Rijksbelasting van Noord-Brabant
        - Mr Antonius Johannes Ignatius Maria Smits (1862-1928), suikerfabrikant, industrieel, advocaat en procureur, lid Eerste Kamer der Staten-Generaal, Ridder in de Orde van de Nederlandse Leeuw, trouwde met een telg uit het patriciërsgeslacht Van Mierlo. Behoorde tot de hoogstaangeslagenen in de Rijksbelasting van Noord-Brabant. Bewoner van het patriciërshuis Heuvel 9 in Oosterhout en van kasteel Pulhof (Berchem)
        - Johannes Joseph Smits (1865-1939), Bierbrouwer, industrieel, commissaris N.V. Zuid-Hollandsche Beetwortelsuikerfabriek Oud-Beijerland. Trouwde met een telg uit het patriciërsgeslacht Laane
        - Mr Leonardus Herman Joseph Willem Smits (1874-1952), doctor in de rechtswetenschappen, hoofdredacteur van het Limburgs Dagblad

## Publicaties over Smits
- Henk Muntjewerff: De kunst van het bierbrouwen door zes generaties Smits te Breda (1807-1968),een industrieel erfgoed,2004
- WTF Juten: Genealogische kwartierstaten van Nederlandsche katholieken uit vroeger en later tijd,1910
- F.N Smits: Stamlijst en mijn herinneringen van de familie Smits uit het huis den Oranjeboom, 1891
- M.E.J Mijnssen: De bierbrouwerij "De Drie Hoefijzers" te Breda,1934
- Joop Visser: Nederlandse Ondernemers 1850-1950 (1) Noord-Brabant, Limburg en Zeeland, 2009
- Huygens ING: Naslagwerk persoonlijkheden in het Koninkrijk der Nederlanden in woord en beeld, 1938
- J.W.M Peijnenburg: Judocus Smits en zijn Tijd, 1974